# Zabrops arroyalis
Zabrops arroyalis är en tvåvingeart som beskrevs av Fisher 1977. Zabrops arroyalis ingår i släktet Zabrops och familjen rovflugor.
Artens utbredningsområde är Kalifornien. Inga underarter finns listade i Catalogue of Life.